# Свида, Василий Иванович
Василий Иванович Сви́да (укр. Васи́ль Іва́нович Сви́да; 1913 — 1989) — украинский советский скульптор, резчик, педагог. Народный художник Украинской ССР (1973).

## Биография
Родился 22 октября 1913 года в селе Пацканёво (ныне Ужгородский район, Закарпатская область, Украина).
После окончания в 1934 году четырёхлетней художественно-промышленной школы по художественной обработке дерева в с. Ясиня работал в частных резных мастерских, позже — в церковно-реставрационной мастерской в Брно (Чехословакия).
После окончания войны с 1945 года вернулся на родину, жил и творил на Закарпатье. Стремление В. Свиды к скульптурной резьбе поддержали известные закарпатские художники — Иосиф Бокшай, Адальберт Эрдели, Андрей Коцка и другие, вместе с которыми он впоследствии участвовал во многих выставках, как на Украине, так и за её пределами.
Для Василия Свиды дерево навсегда осталось важнейшим материалом, в котором он воплощал свои замыслы, хотя работал также и с глиной (терракота, майолика, фарфор) .
Любимыми темами скульптора и художника были сцены из жизни гуцулов, воспоминания детства о горных долинах и пастухах, исторические события Закарпатья и др.
Преподавал в Ужгородском училище прикладного искусства. Воспитал ряд талантливых скульпторов.
Умер 19 апреля 1989 года в Ужгороде.

## Избранные работы
Серия барельефов:
- «Времена года» (1947),
- «Мать с ребенком», «В школу» (1949);

Многофигурные композиции:
- «На полонину» (1955),
- «Свадьба» (1964);

горельефы:
- «Опришки» (1955) и «Закарпатье» (1959—1961),

Серия статуэток в технике майолики или терракоты:
- «Поцелуй», «Семья» (1955),
- «Танец-Увиванец» (1956),
- «Сбор яблок» (1964) и др.

Работы Свиды хранятся во многих музеях Украины.

## Награды и премии
- орден Трудового Красного Знамени (24.11.1960)
- два ордена «Знак Почёта» (в т.ч. 30.06.1951[1])
- медали
- заслуженный деятель искусств УССР (1957)
- народный художник УССР (1973)
- Государственная премия УССР имени Т. Г. Шевченко (1983) — за горельеф «В семье единой»

В ноябре 2013 года в Государственном музее декоративного украинского искусства в Киеве прошла выставка, посвящённая вековому юбилею Василия Ивановича Свиды.